# Sebu-See
Der Sebu-See (engl.: Lake Sebu) ist ein Binnensee auf der Insel Mindanao in den Philippinen. Er liegt ca. 53 km südöstlich der Gemeinde Rajah Buayan in der Provinz South Cotabato auf dem Gebiet der Gemeinde Lake Sebu. Der See bedeckt eine Fläche von 3,50 km² auf dem zerklüfteten Tiruray-Plateau, das am Fuße des bis zu 2.083 Meter hohen Daguma-Gebirges liegt. In dem bis zu 45 Meter tiefen See liegen die zwei kleineren Inseln Tugayo und Rom’s.
Die Aquavegetation wird dominiert von Dickstieliger Wasserhyazinthe (Eichhornia crassipes), einer Seerosenart (Nymphaea sp.), Wasserspinat (Ipomoea reptans), Wassersalat (Pistia stratiotes), einer Vallisnerie (Vallisneria sp.) und der Grundnessel (Hydrilla verticillata).
Die Fischbestände bestehen hauptsächlich aus dem Schlangenkopffisch Channa striata, Tilapien (Tilapia sp.), der Grundel Glossogobius giurus, dem Karpfen (Cyprinus carpio) und Raubwelsen (Clarias sp.). Diese Fischarten werden auch für den kommerziellen Fischfang genutzt. Der Kletterfisch Anabas testudineus ist im Seegebiet ebenso beheimatet wie Garnelen der Gattung Macrobrachium. Vorkommen größerer Populationen der Süßwasserschnecken Vivipara angularis und Ampullaria luzonica sind ebenso belegt.
Der See ist ein Überwinterungsgebiet des Rotscheitelreihers (Gorsachius goisagi). Andere am See vorkommende Vogelarten sind Affenadler (Pithecophaga jefferyi), Philippinenhaubenadler (Nisaetus philippensis), Braune Fruchttauben (Phapitreron brunneiceps), Gefleckte Fruchttaube (Ducula carola), Mindanao-Zwergohreule (Otus mirus), Graubrust-Mistelfresser (Dicaeum proprium) und Philippinenblattvogel (Chloropsis flavipennis).
Unweit des Sebu-Sees, am Mount Tasaday, wurde in den 1960er-Jahren ein anfangs für indigen gehaltener „Steinzeit-Stamm“, die als Jäger und Sammler lebenden Tasaday, entdeckt. Der Fall der Tasaday entwickelte sich zu einem Wissenschaftskrimi. Nach heute vorherrschender Meinung haben sich die Tasaday aus Ausgestoßenen der Stämme der Manobo und T'Boli rekrutiert.

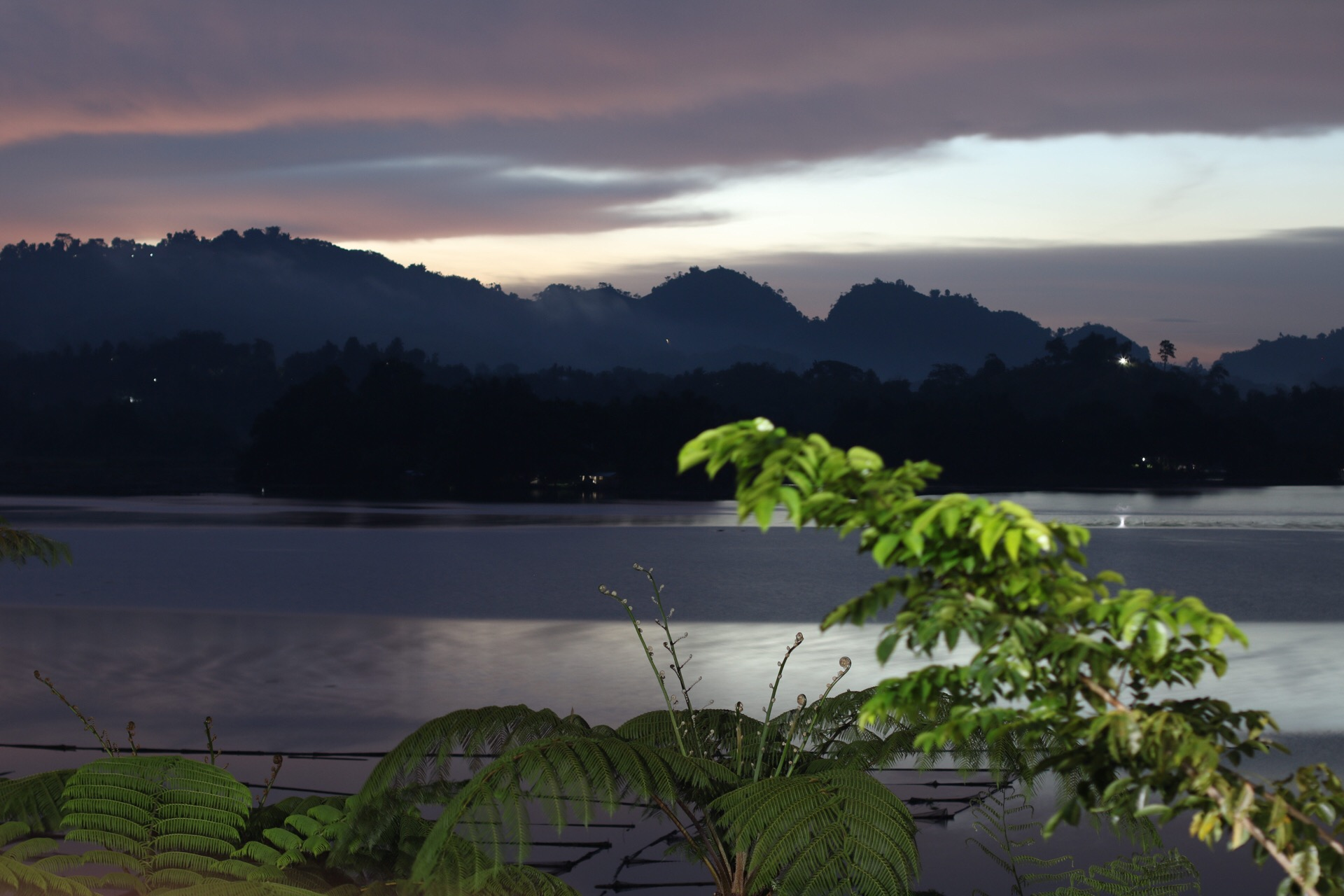
Sonnenuntergang am Sebu-See